# Comté de Barton (Kansas)
Pour les articles homonymes, voir Comté de Barton.
Le comté de Barton est l’un des 105 comtés de l’État du Kansas, aux États-Unis. Fondé le 26 février 1867, il a été nommé en hommage à Clara Barton, première présidente de la Croix-Rouge américaine.
Siège et plus grande ville : Great Bend.

## Géolocalisation
|                 | Comté de Russell  | Comté d'Ellsworth |
| Comté de Rush   | Comté de Barton   |                   |
| Comté de Pawnee | Comté de Stafford | Comté de Rice     |